# 1431

## Esdeveniments
Països Catalans
Resta del món

## Naixements
Països Catalans
Resta del món

## Necrològiques
Països Catalans
- 3 de juliol - Bellesguard, Barcelona: Violant de Bar, reina consort d'Aragó, València, Mallorca, Sardenya i Còrsega, duquessa de Girona, Atenes i Neopàtria i comtessa de Barcelona, Rosselló, Cervera i Cerdanya (n. ca. 1365).[1]
- 12 de juliol - Barcelona: Felip de Malla, 17è president de la Generalitat de Catalunya, canonge degà d'Osca, almoiner de la seu d'Elna i ardiaca major de la seu de Barcelona.

Resta del món
- 30 de maig - Rouen (França): Joana d'Arc, heroïna francesa (n. 1412).[2]